# Seymour (Indiana)
Seymour és una població dels Estats Units a l'estat d'Indiana. Segons el cens del 2000 tenia 18.101 habitants.

## Demografia
Segons el cens del 2000, Seymour tenia 18.101 habitants, 7.231 habitatges, i 4.743 famílies. La densitat de població era de 644,7 habitants/km².
Dels 7.231 habitatges en un 32,6% hi vivien nens de menys de 18 anys, en un 49,4% hi vivien parelles casades, en un 11,5% dones solteres, i en un 34,4% no eren unitats familiars. En el 28,5% dels habitatges hi vivien persones soles l'11,6% de les quals corresponia a persones de 65 anys o més que vivien soles. El nombre mitjà de persones vivint en cada habitatge era de 2,46 i el nombre mitjà de persones que vivien en cada família era de 2,99.
Per edats la població es repartia de la següent manera: un 25,5% tenia menys de 18 anys, un 10,2% entre 18 i 24, un 31,4% entre 25 i 44, un 19,4% de 45 a 60 i un 13,5% 65 anys o més.
L'edat mediana era de 34 anys. Per cada 100 dones de 18 o més anys hi havia 93 homes.
La renda mediana per habitatge era de 36.883$ i la renda mediana per família de 43.357$. Els homes tenien una renda mediana de 30.638$ mentre que les dones 22.265$. La renda per capita de la població era de 18.222$. Entorn del 8% de les famílies i el 10% de la població estaven per davall del llindar de pobresa.

## Poblacions més properes
El següent diagrama mostra les poblacions més properes.